# تارکما
تارکما (به لاتین: Tärkma) یک روستا در استونی است که در دهستان اماسته واقع شده‌است.